# Rs1800532
Rs1800532 (A218C) — однонуклеотидный полиморфизм, расположенный в 7 интроне гена TPH1, кодирующего триптофангидроксилазу.
Исследования связывают этот полиморфизм с особенностями характера.
Ещё один исследуемый SNP в том же интроне — A779C.